# GLRX5
GLRX5 (англ. Glutaredoxin 5) – білок, який кодується однойменним геном, розташованим у людей на короткому плечі 14-ї хромосоми. Довжина поліпептидного ланцюга білка становить 157 амінокислот, а молекулярна маса — 16 628.
| 10         |  | 20         |  | 30         |  | 40         |  | 50         |
| ---------- |  | ---------- |  | ---------- |  | ---------- |  | ---------- |
| MSGSLGRAAA |  | ALLRWGRGAG |  | GGGLWGPGVR |  | AAGSGAGGGG |  | SAEQLDALVK |
| KDKVVVFLKG |  | TPEQPQCGFS |  | NAVVQILRLH |  | GVRDYAAYNV |  | LDDPELRQGI |
| KDYSNWPTIP |  | QVYLNGEFVG |  | GCDILLQMHQ |  | NGDLVEELKK |  | LGIHSALLDE |
| KKDQDSK    |  |            |  |            |  |            |  |            |

A: Аланін

C: Цистеїн

D: Аспарагінова кислота

E: Глутамінова кислота

F: Фенілаланін

G: Гліцин

H: Гістидин

I: Ізолейцин

K: Лізин

L: Лейцин

M: Метіонін

N: Аспарагін

P: Пролін

Q: Глутамін

R: Аргінін

S: Серин

T: Треонін

V: Валін

W: Триптофан

Кодований геном білок за функцією належить до фосфопротеїнів. 
Білок має сайт для зв'язування з іонами металів, іоном заліза, залізо-сірчаною групою, групою 2Fe-2S. 
Локалізований у мітохондрії.